# 일리야 박
일리야 하리토노비치 박(러시아어: Илья́ Харито́нович Пак, 1891년~1938년 5월 25일)은 일제강점기 시기 연해주에서 활동한 조선계 러시아인 독립운동가다. 1891년 함경북도 경원군 출신.
1919년 니콜라옙스크나아무레에서 한인 빨치산 부대인 사할린 의용대를 설립해 볼셰비키 측에 가담했다. 1920년 3월 야코프 트랴피친과 함께 니콜라옙스크나아무레의 일본인 및 백계 러시아인, 유대인 민간인 4천 여명을 학살하는 니콜라옙스크 사건을 일으켰다. 이후로도 트랴피친이 학살을 멈추지 않자 그 잔혹성에 반발한 내분이 일어나 바실리 박 등이 빨치산 내부 쿠데타를 일으켜 트랴피친을 체포, 처형했다. 일리야 박은 이에 불만을 품고 1921년 1월 28일 바실리 박을 암살했다.
1921년 6월, 스보보드니로 이동했고, 이때 소련측의 무장해제 요구를 거부하는 세력의 중심에 있었다. 일리야 박을 중심으로 한 무장해제 거부 세력이 결국 러시아 적군과 충돌하여 자유시 참변이 일어난다. 참변의 결과 휘하 부대가 와해되고 스보보드니를 탈출한 일리야 박은 1921년 11월 이만에서 이동휘, 이용, 김규면 등과 제3차 전한군사위원회를 결성하고 위원이 되었다. 1922년 8월 고려혁명군정위원회 결성에 참여하여 군정위원이 되었다. 1924년에는 대한혁명통군부 설립에 참여하여 중동부사령관(中東副司令官)을 맡았다.
2006년 건국훈장 애국장이 서훈되었다.